# Mjukdel
En mjukdel är en del av en djurorganism som inte utgörs av benvävnad, brosk, hornämne eller emalj. Muskler är en form av mjukdel.